# Johann Kriar
Johann Kriar (* 9. Juli 1952) ist ein ehemaliger deutscher Fußballspieler.

## Werdegang
Der Stürmer Johann Kriar begann seine Karriere bei Borussia Lippstadt und wechselte später zum Verbandsligisten 1. FC Paderborn. Im Sommer 1974 wechselte er zum damaligen Zweitligisten TSV 1860 München, wo er jedoch ohne Einsatz blieb. Kriar kehrte nach Paderborn zurück und wechselte im Sommer 1977 zum Lokalrivalen TuS Schloß Neuhaus, der gerade in die Verbandsliga aufgestiegen war. Als Tabellendritter qualifizierten sich die Neuhäuser für die neu geschaffene Oberliga Westfalen. Dort entwickelte sich Kriar zum Torjäger. In den ersten beiden Spielzeiten wurde er jeweils Torschützenkönig der Liga und traf in der Saison 1978/79 31 Mal und ein Jahr später 23 Mal. Im Jahre 1982 wurden die Neuhäuser schließlich Oberligameister und setzten sich in der anschließenden Aufstiegsrunde zur 2. Bundesliga durch. Am 7. August 1982 gab Kriar sein Zweitligadebüt bei der 0:2-Niederlage der Neuhäuser gegen den SV Waldhof Mannheim. In der Saison 1982/83 absolvierte Johann Kriar 33 Zweitligaspiele und erzielte sechs Tore. Am Saisonende stieg Schloß Neuhaus als Tabellenletzter ab und Kriar verließ den Verein mit unbekanntem Ziel.